# Poropanchax stigmatopygus
Poropanchax stigmatopygus és una espècie de peix de la família dels pecílids i de l'ordre dels ciprinodontiformes.

## Morfologia
Els mascles poden assolir els 2,4 cm de longitud total i les femelles els.

## Distribució geogràfica
Es troba a l'Àfrica Occidental.